# Fax Internet
 (janvier 2013).
Si vous disposez d'ouvrages ou d'articles de référence ou si vous connaissez des sites web de qualité traitant du thème abordé ici, merci de compléter l'article en donnant les références utiles à sa vérifiabilité et en les liant à la section « Notes et références ».
Un fax, apocope de fac-simile était primitivement un télécopieur. 
Le déploiement de l’Internet a permis le développement d’un nouveau service basé sur le principe du télécopieur : la messagerie fax communément appelée « fax par Internet » ou « fax to mail ». Cette nouvelle technologie remplace de plus en plus les télécopieurs physiques, grands consommateurs de papier et de toner. 
Ce service permet l’envoi de télécopies depuis son ordinateur via la connexion Internet, grâce à une interface web disponible sur le site du fournisseur.

## Fonctionnement du service
Toute utilisation d’un service de fax par Internet payant requiert l’ouverture d’un compte utilisateur par la définition d’un nom d’utilisateur et d’un mot de passe. Afin de pouvoir utiliser le service à l’envoi, l’utilisateur doit souscrire un abonnement et disposer d’un crédit correspondant à l’utilisation qu’il envisage de faire du service. 
Le fournisseur lui attribue alors un numéro dit géographique en 01, 02, 03, 04 ou 05 suivant son choix ou un numéro en 09, suivant le choix de l’opérateur, depuis lequel il peut aussi bien émettre des fax comme en recevoir, comme s’il s’agissait d’une machine de fax traditionnelle.

### Envoi
Depuis son ordinateur, l’utilisateur se connecte à son compte sur le site de son fournisseur via le serveur web. 
Une fois que celui-ci a choisi son destinataire en indiquant son numéro de fax ainsi que le fichier qu’il souhaite envoyer, le document est généralement converti au format PDF voire au format TIFF par le convertisseur du fournisseur, selon les instructions de l’utilisateur. Il est ensuite affiché dans l’interface d’envoi, tel qu’il sera reçu par le destinataire.
L’information est alors envoyée au serveur de fax qui transmet le document au télécopieur du destinataire via le réseau téléphonique commuté (RTC). 
L’utilisateur reçoit ensuite une confirmation que l’envoi a bien été effectué, dans son interface web et/ou par courriel.

### Réception
Lorsqu’un fax est envoyé depuis une machine de fax traditionnelle à un utilisateur de fax par Internet, le procédé est le même que d’une machine de fax à une autre. 
En effet, quand le fax est envoyé via le réseau téléphonique standard, dit le réseau téléphonique commuté (RTC) sur le serveur fax, celui-ci décroche la ligne, tout comme une machine de fax traditionnelle, reçoit le fax et le convertit au format PDF ou TIFF suivant les instructions de l’utilisateur. 
Le fax est alors transmis au serveur web qui l’affiche dans l’interface web de réception, sur le compte de l’abonné.
Ce dernier est ensuite alerté de la réception par un courriel contenant le fax en pièce jointe et parfois par un SMS sur son téléphone mobile.